# Потгитер, Хендрик

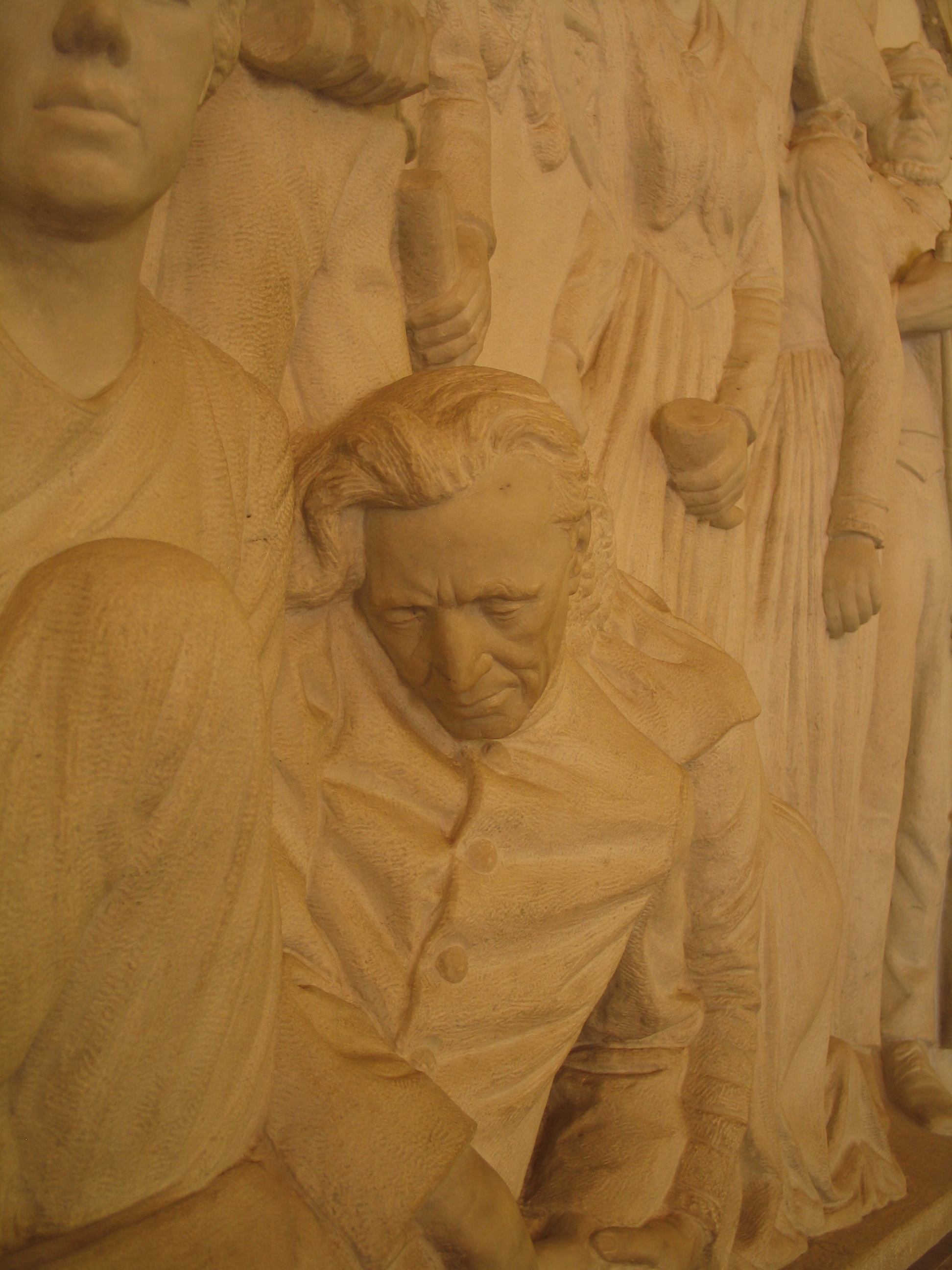
Фриз на Монументе фуртреккеров, изображающий раненого бура из лагеря Потгитера.

Андрис Хендрик Потгитер (нидерл. Andries Hendrik Potgieter; 19 декабря 1792, близ будущего города Грааф-Рейнет — 16 декабря 1852, Скумансдал (ныне заброшен), близ горы en:Zoutpansberg) — предводитель фуртреккеров, первый глава бурской республики в городе Почефструм (1840—1845), позднее глава бурской республики Зоутпансберг (1845—1852).

## Биография
Потгитер родился в округе Таркастад в Капской колонии, второй сын Хермануса Потгитера и его жены Петронеллы Маргареты, урождённой Крюгер (Petronella Margaretha Kruger). Богатый земледелец и овцевод, он участвовал в 4-й и 5-й приграничных войнах против племён коса. В 1834 году, наряду с многими бурами, недовольными деспотической политикой британцев, Потгитер решил покинуть колонию и переселиться на восток. Хотя планы переселенцев несколько задержала 6-я Кафрская война, они отправились в путь в 1835 году. Так начался Великий трек. Их предшественниками были группы Луиса Трегардта и Йоханнеса ван Ренсбурга (en:Johannes Hendrik Janse van Rensburg). Позднее к группе Потгитера присоединился кальвинистский пастор Сарел Арнольдус Сильерс (en:Sarel Arnoldus Cilliers), ставший её духовным наставником.
Перейдя вброд реку, получившую имя Оранжевая, Потгитер и Сильерс достигли территории будущей Оранжевой республики (ныне — провинция Фри-Стейт). Они подписали договор с Морокой, вождём племени баролонг, по которому Потгитер обязался защищать племя от набегов северных ндебеле (матабеле) в обмен на землю от реки Фет до реки Вааль. В свою очередь, Мзиликази, вождь матабеле, был возмущён посягательством белых на свою сферу влияния и совершил набег на лагерь Потгитера в октябре 1836 года. (близ современного города Хейлброна, en:Heilbron). Атака была отбита, но воинам матабеле удалось угнать большую часть волов, без которых фуры (кибитки) переселенцев не могли перемещаться.
На помощь Потгитеру пришли группы фуртреккеров, которые возглавляли Пит Ретиф и Геррит Мариц. Вождь Морока также снабдил его волами. Близ Таба-Нчу три группы буров объединились, образовав правительство фуртреккеров; вместе они решили двигаться в сторону Натальской республики. Потгитер не одобрил этого плана и благоразумно решил остаться.
В 1838 году, после того, как Пит Ретиф и его группа были перебиты зулусским королём Динганом, а прочие группы фуртреккеров понесли серьёзные потери близ рек Блоукранс (Bloukrans) и Бушменской (en:Bushman River), Потгитер сформировал вооружённый отряд-«коммандо» (Kommando) вместе с другим руководителем переселенцев — Питером Уйсом. Для предотвращения раскола и разногласий новый лидер фуртреккеров, Мариц, объявил, что отрядом будут командовать они оба совместно. Это, однако, не уберегло отряд от борьбы за власть между Потгитером и Уйсом.
Зулусы заманили отряды буров, которые так и не стали объединённой силой, в засаду близ Италени (Italeni), где погибли Уйс и его 15-летний сын Дирки. Прочие буры, чьи силы были намного меньше, чем у зулусов, — бежали с поля боя. Потгитер подвергся критике за свои действия, а его «коммандо» получил презрительное прозвище «коммандо беглецов» (африк. Die Vlugkommado). Позднее, когда Потгитера несправедливо обвинили в том, что он намеренно завёл Уйса в ловушку, он счёл за лучшее покинуть Наталь и переселиться в Трансвааль.
Позднее Потгитер основал город Почефструм, названный в его честь, на берегу реки Мой (Mooi River), и стал первым главой Почефструмской республики в 1840—1845 годах. Позднее, в 1845 году, он также основал торговую факторию Андрис-Оригстад, названную в честь самого Потгитера и присоединившегося к фуртреккерам голландского коммерсанта Георгиуса Орига (ныне город Оригстад, en:Ohrigstad). Из-за вспышки малярии город пришлось покинуть. Обитатели, включая самого Потгитера, переселились в район горы Соутпансберг, en:Soutpansberg, где основали город Зоутпансбергдорп («город у солончаковой горы»), позднее переименованный в Скумансдал и вскоре после того заброшенный.
После аннексии Натальской республики Британией в 1842 году, многие треккеры из Наталя переселились в Оранжевую республику и Трансвааль. Эти новоприбывшие и их предводитель Андрис Преториус отказались признать авторитет Потгитера, и между ними началась долгая и упорная борьба за власть. Войну удалось предотвратить, и в 1848 году был подписан мирный договор в Рюстенбурге.
В 1844 году Потгитер возглавил экспедицию на восток, с целью проложить торговый путь к португальскому очагу в бухте Делагоа. В этом направлении предшественником Потгитера также был вышеупомянутый Луис Трегардт, чья жизнь трагически оборвалась вблизи Индийского океана.
Хендрик Потгитер умер 16 декабря 1852 года в Зоутпансбергдорпе. Отдать ему последние почести явились несколько африканских вождей.